# أندريه هولاند
أندريه هولاند (بالإنجليزية: André Holland)‏ مواليد 28 ديسمبر 1979 في بيسمير، الولايات المتحدة، هو ممثل أمريكي بدأ مسيرته الفنية سنة 2006.

## الأعمال

### أفلام
- حروب العرائس (2009)
- 42 (2013) (بدور: ويندل سميث)
- أسود أو أبيض (2014) (بدور: ريجي ديفيس)
- سيلما (2014) (بدور: أندرو ينغ)
- ضوء القمر (2016) (بدور: كيفن)
- تجعد في وقت (2018) (بدور:جيمس جنكنز)

### مسلسلات
- الموهبة (2014)

## روابط خارجية
- أندريه هولاند على موقع IMDb (الإنجليزية)
- أندريه هولاند على موقع روتن توميتوز (الإنجليزية)
- أندريه هولاند على موقع قاعدة بيانات برودواي على الإنترنت (الإنجليزية)
- أندريه هولاند على موقع قاعدة بيانات الفيلم (الإنجليزية)